# Стратонов, Анатолий Степанович
Анатолий Степанович Стратонов (12 февраля 1923, Новоукраинка — 27 июля 1989, Дрогобыч) — украинский советский деятель, председатель Дрогобычского горисполкома.

## Биография
Родился 12 февраля 1923 года в посёлке Новоукраинка (теперь город Новоукраинского района Кировоградской области). Окончил среднюю школу.
С сентября 1941 года служил в Красной армии: старшина пулеметной роты 333-го стрелкового полка 6-й стрелковой Орловской дивизии 2-го Украинского фронта. Участник Великой Отечественной войны.
Член ВКП(б).
После демобилизации — 2-й, 1-й секретарь Ленинского районного комитета ЛКСМУ города Ворошиловграда, 2-й секретарь Ворошиловградского областного комитета ЛКСМУ.
Окончил Высшую партийную школу при ЦК КПУ.
Работал в Дрогобычском областном комитете КПУ.
В 1955 — марте 1959 г. — 2-й секретарь Дрогобычского городского комитета КПУ.
В марте 1959 — марте 1965 г. — председатель исполнительного комитета Дрогобычского городского Совета депутатов трудящихся.
В 1965 — 1980 г. — председатель Трускавецкого территориального совета по управлению курортами профсоюзов Львовской области.
В 1980 — 1987 г. — заместитель генерального директора производственного объединения «Дрогобычдрев» Львовской области.
С 1987 г. — на пенсии.
Умер 27 июля 1989 года в городе Дрогобыч.
Брат — Стратонов Николай Степанович, 1-й секретарь Луганского горкома КПУ. 

## Награды
- орден Октябрьской революции (29.06.1979)
- орден Трудового Красного Знамени
- орден Знак Почета
- орден Красной Звезды
- орден Отечественной войны 1-й ст. (1985)
- медали